# 685
685(육백팔십오)는 684보다 크고 686보다 작은 자연수다.

## 수학
- 합성수로, 그 약수는 1, 5, 137, 685다. 진약수의 합은 143이므로, 685는 부족수다.
- 19번째 중심있는 사각수다. 앞의 중심있는 사각수는 613, 다음은 761이다.
- 피타고라스 삼조의 빗변의 길이이다.
  - {\displaystyle 37^{2}+684^{2}=685^{2}}[a]
  - {\displaystyle 156^{2}+667^{2}=685^{2}}[b]

## 과학
- NGC 685: 에리다누스자리 방향에 있는 막대나선은하.
- 685 헤르미아(영어판): 소행성.

## 교통

### 항공
- 에어로 커맨더 685(영어판)

### 도로
- 주간고속도로 제685호선(영어판)

## 문화유산
- 대한민국의 보물 제685호: 대방광불화엄경 진본 권4

## 기타
- 연도: 685년, 기원전 685년
- 조시 685(영어판): 뉴질랜드의 음악 프로듀서.